# Богомолець Микола Федорович
Микола Федорович Богомолець (1871–1951) — представник «чернігівської» гілки роду Богомольців гербу «Помян». Генерал-лейтенант артилерії, учасник Першої світової і громадянської воєн.
Єдиний георгіївський кавалер з усіх Богомольців, які служили в Російській імператорській армії.

## Ранні роки
Микола Федорович Богомолець народився 6 грудня 1871 року в Ризі. Батько — бойовий офіцер, учасник російсько-турецької війни (1877—1878), штабс-капітан Федір Борисович Богомолець (1835–1881), мати — Катерина Іванівна Горбань, донька поштмейстера з Козельця.
За прикладом батька обрав військову кар'єру. У 1890 році закінчив кадетський корпус.

## Початок служби
Першим місцем служби стала 21-а кінно-артилерійська батарея, трохи пізніше Микола Богомолець був переведений у 14-й кінно-артилерійський дивізіон. Старанність молодого офіцера була відзначена орденом Св. Станіслава III ст. Після того Микола Богомолець пішов у запас. Але у вересні 1904 року почалася війна Росії з Японією. Тому Богомолець був повернутий до армійських лав і направлений на службу в 52-у артилерійську бригаду, де завідував батарейним господарством 3-ї кінно-артилерійської батареї.
У повоєнний час (1908 рік) Микола Федорович отримує ще два ордени — св. Анни II ст. і св. Станіслава II ст.
Наступного року Микола Федорович Богомолець був призначений командиром 1-ї батареї 1-го кінно-гірничо-артилерійського дивізіону Уссурійської кінної бригади. Бригада була укомплектована також козачими частинами і згодом «переформатована» в козацьку дивізію. У складі цієї бригади він брав участь у «брусиловському прориві» влітку 1916 року.

## Участь у Першій світовій війні
Найголовнішу свою нагороду — Георгіївський хрест IV ст. — Микола Богомолець отримав 9 грудня 1915 року за бій, що мав місце в червні того ж року. При переслідуванні вибитого з сіл Ржавець та Баламутівка противника він вів свою батарею безпосередньо за ланцюгами пластунів. Як повідомляється у нагородних документах, Богомолець, «сміливо займаючи низку послідовних позицій на близьких від противника дистанціях, під сильним його рушничним і артилерійським вогнем, своєю влучною стрільбою зробив істотне сприяння успіху нашої піхоті для відтискування супротивника, який наполегливо тримався».
У тому ж 1915 році до його «мирного» ордену Св. Станіслава були додані мечі, а в 1916 році — ще й до «мирного» ордену Св. Анни.
Крім того, в 1915 році Микола Федорович Богомолець був нагороджений орденом Св. Володимира IV ст. з мечами і бантом. Цим же орденом — III ступеня з мечами — у 1917 році.

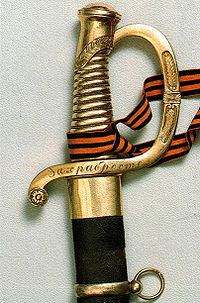
Почесна Георгіївська зброя. Такою зброєю був нагороджений Микола Федорович Богомолець за мужність у боях першої світової війни

8 серпня 1916 року підполковник Микола Федорович Богомолець був нагороджений Георгіївською зброєю за бій, який мав місце більш ніж за рік до того. На той час він командував 1-ю батареєю 1-го кінно-гірського артилерійського дивізіону. 26 квітня 1915 року біля села Ржавенці його батарея зайняла спостережний пункт у передових окопах під сильним рушничним і артилерійським вогнем неприятеля. Це дозволило військам Російської імперії успішно підготувати атаку на ворожі позиції. Наступного дня підполковник Микола Богомолець вивів батарею на відкриту позицію поблизу меблевої фабрики і, попри сильний вогонь супротивника, вогнем своєї батареї допоміг російським військам зайняти цей важливий пункт позиції і закріпитися в ньому.

## Участь у білому русі. Інцидент з американцями
Микола Богомолець не прийняв більшовицьку революцію. Спершу приєднався до армії адмірала Колчака, у якого воював у чині генерал-майора (чин присвоєний 20 квітня 1919 року).
У 1919 році служив у Далекосхідній армії отамана Григорія Семенова. Там він командував бронедивізіоном з чотирьох бронепоїздів, одним із яких, легким бронепоїздом «Семеновець», командував особисто.
20 січня 1920 року з Миколою Богомольцем сталася подія, яка пізніше ускладнила йому отримання американського громадянства. Як повідомляв журнал TIME, люди з екіпажу «Семеновця» на станції Посольська обстріляли американський лінійний патруль. Двоє патрульних були вбиті.

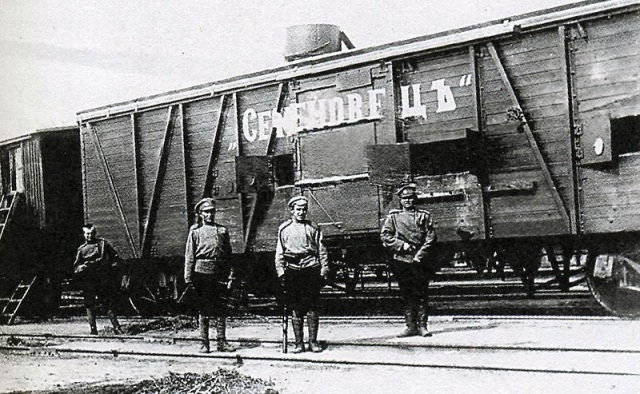
Бронепоїзд «Семеновець», яким командував Микола Федорович Богомолець. Чита, вересень 1919 р.

Інцидент був викликаний спробою чеських частин, що знаходилися на той час у Забайкаллі, роззброїти семенівців за підтримки американців. Чеські батальйони були сформовані ще на початку першої світової війни аби воювати на боці Російської імперії, сподіваючись за її підтримки відновити чеську державність. В подальшому однак вони змушені були політично маневрувати між червоними і білими. Роззброюючи семенівців, чехи, очевидно, хотіли налагодити стосунки с Політцентром — тимчасовим есеро-меньшовистським урядом Східного Сибіру. Цей уряд, що перебував у Іркутську, потім передав владу більшовикам.
У боях з червоними військами бронепоїзд «Семеновець» захищав підступи до Чити з боку станції Інгода (Транссибірська дорога). Двічі наступ червоних був відбитий, але зрештою їм вдалося зайняти Читу з півночі, де не було залізничної колії. Вцілілі залишки армії отамана Семенова та бронепоїзд прорвалися до Маньчжурії. На «Семеновця» було покладено завдання евакуювати золотий запас Читинського військового училища. Золото було доставлене в 10 ящиках у супроводі сімох юнкерів і завантажене вночі в багажний вагон, причеплений всередині бронепоїзда.

## Еміграція
Емігрувавши спочатку до Харбіну (Маньчжурія), Микола Богомолець перебирається потім до Сієтлу, США. Там у нього в 1923 році народилася донька. В 1929 році Микола Богомолець з родиною отримує американське громадянство.
У 1938 році колишній генерал був заарештований — за сприяння, як повідомляє TIME, представників американських Збройних Сил, які не забули інциденту на станції Посольська. На той момент Микола Богомолець жив з новою дружиною в Лос-Анджелесі на Голлівудському бульварі і промишляв шевським ремеслом. Миколу Богомольця вже готували до депортації в СРСР. Але за нього заступилися представники білої еміграції в США. Тоді американські власті вирішили депортувати його до Латвії, яка на той момент ще не була в складі Радянського Союзу. Однак справа не набула подальшого розвитку.
Крім шевського ремесла Микола Богомолець спробував себе один раз в акторському. У 1926 році він знявся в епізодичній ролі російського офіцера в німому фільмі «До її королівства» (Into Her Kingdom). Фільм був знятий данським режисером Свендом Гаде — до речі, першим, хто екранізував «Гамлета» (1921 р.), а, крім того — чоловіком великої данської актриси німого кіно Асти Нільсен. У фільмі також знімався Федір Федорович Шаляпін — син співака Шаляпіна.
В США генерал Микола Богомолець брав участь у білоемігрантському громадському житті. Був членом «Товариства російських поранених ветеранів 1-ї Великої війни в Лос-Анджелесі». Вів активну переписку з колишніми учасниками білого руху.
Один з його синів від першого шлюбу, Борис Миколайович Богомолець (1901—1937), навчався в кадетському корпусі. Потім служив у білих (в армії генерала Дітеріхса), згодом перейшов на бік червоних, однак у 1937 році був розстріляний як син «ворога народу». Його рідні були репресовані.
Генерал Микола Федорович Богомолець помер у Лос-Анджелесі 6 червня 1951 року.

## Читайте також
Тихоцькі